# Championnat du Zimbabwe de football 1993
Navigation
Saison suivante Saison suivante
La saison 1993 du Championnat du Zimbabwe de football est la trente-deuxième édition de la première division professionnelle au Zimbabwe à poule unique, la National Premier Soccer League. Seize clubs prennent part au championnat qui prend la forme d'une poule unique où toutes les équipes se rencontrent deux fois au cours de la saison. En fin de saison, les deux derniers du classement sont relégués et remplacés par les deux meilleurs clubs de Division II, la deuxième division zimbabwéenne.
C'est le club des Highlanders FC qui termine en tête du classement final, avec cinq points d'avance sur CAPS United et Chapungu United FC. C'est le 2e titre de champion du Zimbabwe de l'histoire du club. Le tenant du titre, le Black Aces FC, ne termine qu'à la 12e place du classement.

## Les clubs participants
| - Black Aces FC - Ziscosteel FC - Promu de Division II - CAPS United - Black Mambas FC - Darryn T FC - Wankie FC - Highlanders FC - Dynamos FC Harare | - Eiffel Flats FC - Fire Batteries FC - Promu de Division II - Chapungu United FC - Zimbabwe Saints - Black Rhinos - Mhangura FC - Tanganda Mutare - Shushine FC |

## Compétition
Le barème de points servant à établir le classement se décompose ainsi :
- Victoire : 2 points
- Match nul : 1 point
- Défaite : 0 point

### Classement
| Rang | Équipe             | Pts | J  | G  | N  | P  | Bp | Bc | Diff |
| ---- | ------------------ | --- | -- | -- | -- | -- | -- | -- | ---- |
| 1    | Highlanders FC     | 40  | 30 | 16 | 8  | 6  | 53 | 34 | +19  |
| 2    | CAPS United        | 35  | 30 | 13 | 9  | 8  | 35 | 21 | +14  |
| 3    | Chapungu United FC | 35  | 30 | 13 | 9  | 8  | 39 | 36 | +3   |
| 4    | Eiffel Flats       | 34  | 30 | 13 | 8  | 9  | 39 | 37 | +2   |
| 5    | Dynamos FC Harare  | 34  | 30 | 10 | 14 | 6  | 37 | 37 | 0    |
| 6    | Black Rhinos       | 33  | 30 | 13 | 7  | 10 | 42 | 36 | +6   |
| 7    | Zimbabwe Saints    | 32  | 30 | 11 | 10 | 9  | 35 | 34 | +1   |
| 8    | Darryn T FC        | 31  | 30 | 10 | 11 | 9  | 43 | 40 | +3   |
| 9    | Mhangura FC        | 29  | 30 | 10 | 9  | 11 | 30 | 31 | -1   |
| 10   | Wankie FC          | 29  | 30 | 9  | 11 | 10 | 32 | 40 | -8   |
| 11   | Fire Batteries FCP | 28  | 30 | 10 | 8  | 12 | 35 | 40 | -5   |
| 12   | Black Aces FCT     | 26  | 30 | 10 | 6  | 14 | 39 | 42 | -3   |
| 13   | Black Mambas FC    | 26  | 30 | 7  | 12 | 11 | 38 | 42 | -4   |
| 14   | Tanganda MutareC   | 25  | 30 | 4  | 17 | 9  | 35 | 41 | -6   |
| 15   | Shu Shine FC       | 23  | 30 | 7  | 9  | 14 | 30 | 47 | -17  |
| 16   | Ziscosteel FCP     | 22  | 30 | 7  | 8  | 15 | 37 | 44 | -7   |

|  | Qualification pour la Coupe des clubs champions 1994                                |
|  | Qualification pour la Coupe des Coupes 1994                                         |
|  | Qualification pour la Coupe de la CAF 1994                                          |
|  | Relégation en deuxième division                                                     |
|  | T : Tenant du titre C : Vainqueur de la Coupe du Zimbabwe P : Promu de Division Two |

## Bilan de la saison
| Championnat du Zimbabwe de football 1993 |                           |
| Champion                                 | Highlanders FC (2e titre) |
| Coupes et trophées                       |                           |
| Vainqueur de la Coupe du Zimbabwe 1993   | Tanganda Mutare           |
| Qualifications continentales             |                           |
| Coupe des clubs champions 1994           | Highlanders FC            |
| Coupe des Coupes 1994                    | Tanganda Mutare           |
| Coupe de la CAF 1994                     | CAPS United               |
| Promotions et relégations                |                           |
| Promus en Premier Soccer League          | Blackpool FC Harare       |
| Promus en Premier Soccer League          | Rufaro Rovers FC          |
| Relégués en Division One                 | Shushine FC               |
| Relégués en Division One                 | Ziscosteel FC             |